# 네이선 그레노
네이선 그레노(영어: Nathan Greno)는 미국의 애니메이터이다. 바이런 하워드와 같이 《라푼젤》(2010)을 공동 연출했다.